# Kris Doolan
Kris Doolan (Irvine, 11 dicembre 1986) è un allenatore di calcio ed ex calciatore scozzese, di ruolo attaccante, tecnico del Partick Thistle.

## Carriera
Ha giocato nella prima divisione scozzese.

## Palmarès

### Club

#### Competizioni nazionali
- Scottish First Division: 1

Partick Thistle: 2012-2013

### Individuale
- Capocannoniere della Scottish First Division: 1

2010-2011 (15 gol, ex aequo con Mark Stewart)